# Maryamiyya
La Maryamiyya ou Tariqa Maryamiyya est une confrérie soufie fondée par le cheikh Aïssa Noureddine — Frithjof Schuon (1907-1998) — vers la fin des années 1930. Elle est une branche de la lignée Shādhiliyya-Darqāwiyya-Alawiyya, avec des communautés en Europe, dans les Amériques et le monde islamique. Sa doctrine est fondée sur ce qu'elle considère être les vérités universelles du pur ésotérisme, et sa méthode se conforme aux éléments essentiels de la voie soufie.

## Fondation
Frithjof Schuon naît en 1907 à Bâle, en Suisse alémanique. Élevé dans le protestantisme avant de choisir, à l’âge de 14 ans, la confession catholique, il se montre très tôt sensible aux diverses expressions du sacré. Son père lui transmet non seulement son admiration pour les sagesses orientales, pour l’islam et pour les Amérindiens, mais aussi l'amour de la Vierge Marie.
Il a 16 ans quand il découvre les écrits de René Guénon, qui éclairent et structurent ses propres convictions. En 1931, il entame une correspondance avec ce dernier, qui lui conseille de se tourner vers l'islam et le soufisme. Fin 1932, Schuon se rend à Mostaganem, en Algérie, où il entre en islam, reçoit le nom de `Īsā (prononc. Aïssa) et passe près de quatre mois dans la zaouïa du cheikh Ahmad al-Alawi, qui lui confère l’initiation et le nom complémentaire de Nūr al-Dīn (prononc. Noureddine).
Trois ans plus tard, il retourne à Mostaganem où, rapporte-t-il, le cheikh Adda Ben Tounes, successeur du cheikh al-Alawi, lui confère la fonction de muqaddam, l'autorisant à initier les aspirants à l'ordre alawī. De retour en Europe, il établit des zaouïas en Suisse et en France, où se réunissent principalement des lecteurs de Guénon,. Une nuit vers la fin de l'année 1936, Schuon se réveille avec la certitude d'avoir été investi de la fonction de maître spirituel, de cheikh, et plusieurs de ses proches rapportent des songes survenus la même nuit, qui confirment cette nouvelle fonction. Comme chaque cheikh soufi est indépendant, le groupe de Schuon devient dès lors une branche autonome de la Tariqa Alawiyya.

## Doctrine et méthode
Toute voie spirituelle comporte une doctrine et une méthode. Celles de la Maryamiyya tiennent en deux mots : religio perennis (religion pérenne). Cette religio n'est ni une religion parmi d'autres, ni une religion supérieure aux autres, elle constitue l'essence intemporelle, primordiale et universelle de toutes les religions ; c'est l'ésotérisme quintessentiel, tant doctrinal que méthodique. Doctrinalement, il s'agit de la métaphysique pure — avant tout du discernement entre le Principe absolu et sa manifestation — et, méthodiquement, du fondement de la réalisation spirituelle que constituent la prière, l'invocation, la méditation et la pratique des vertus,. Mais, selon Schuon, cette réalisation ne peut s'actualiser indépendamment d’une des religions révélées, et bien qu'elles offrent toutes cette possibilité, Schuon considère que « l’islam possède une essentialité, une simplicité et une universalité qui le rend particulièrement apte à véhiculer une manifestation directe de la Religio perennis. »
La méthode spirituelle maryamī est basée sur les pratiques principales du soufisme, à commencer par les cinq prières quotidiennes (salât), l'invocation du Nom divin (dhikr Allāh) et la retraite individuelle (khalwa). Originairement pour ses disciples occidentaux, Schuon a centré l'application de la loi islamique (charia) sur ses éléments essentiels et obligatoires car il considère non seulement que l'observance intégrale de la charia par des Occidentaux en Occident est irréaliste mais aussi, et en accord avec d'autres maîtres soufis, parce qu'il veut mettre l'accent sur la valeur spirituelle fondamentale de l'invocation du Nom plutôt que sur l'accumulation d'actes méritoires,,. Certaines modalités de cet assouplissement ont suscité des oppositions tant à l'intérieur qu'à l'extérieur de la confrérie.
Schuon expose sa philosophie pérennialiste dans une vingtaine d’ouvrages, dans lesquels il relève notamment la nécessité inconditionnelle de la prière, des vertus, de la beauté et d’une prise de conscience des maladies du modernisme, qu'il confronte à la mentalité traditionnelle, centrée sur Dieu. « Ce qui nous distingue avant tout — dit-il — des musulmans de naissance ou de conversion – « psychologiquement » pourrait-on dire – c’est que notre esprit est centré a priori sur la métaphysique universelle (Advaita Vedānta, Shahādah, Risālat El-Ahadiyah) et la voie universelle du Nom divin (japa yoga, nembutsu, dhikr, prière du cœur). »

## Développement
Schuon a vécu dans un relatif anonymat, s'opposant à tout prosélytisme de son ordre, dont l'existence ne s'apprenait que par le bouche-à-oreille. Ses écrits attirant toujours plus de chercheurs, des communautés de disciples se formèrent en Europe, en Amérique du Nord et du Sud et dans le monde islamique. Il les dirigeait de Lausanne, en Suisse, de 1941 à 1980, et de Bloomington dans l’Indiana, aux États-Unis, de 1980 à sa mort en 1998.
Bien qu'ils n'étaient pas affiliés à son ordre soufi, Schuon avait un certain nombre de disciples d'autres religions, qui partageaient la même perspective pérennialiste et qui se conformaient aux rites et à la pratique invocatoire de leur propre religion. La majorité d'entre eux adhérait au christianisme, quelques-uns à l'hindouisme, au judaïsme et au bouddhisme.

## Marie
Schuon rapporte qu'au printemps 1965 il eut la première d'une série de visions de la mère de Jésus (Maryam en arabe), dont témoignent ses poésies arabes, ses peintures et son œuvre écrite. Il la considère comme sa protectrice spirituelle ainsi que celle de la confrérie. Vers 1969, il ajoute le nom « Maryamiyya » à la dénomination de son ordre, dont le nom complet devient Tariqa Shādhiliyya-Darqāwiyya-Alawiyya-Maryamiyya. Pour lui :
« La Vierge-Mère – selon un symbolisme commun au Christianisme et à l'Islam, – a allaité ses enfants, les Prophètes et les sages, dès le commencement et en dehors du temps. [...] Mère de tous les Prophètes et matrice de toutes les formes sacrées, elle a sa place d'honneur dans l'Islam tout en appartenant a priori au Christianisme ; de ce fait, elle constitue une sorte de lien entre ces deux religions, lesquelles ont ceci en commun qu'elles entendent universaliser le monothéisme d'Israël. La Sainte Vierge n'est pas seulement la personnification de telle sainteté, elle personnifie la sainteté comme telle : elle n'est pas telle couleur ou tel parfum, elle est la lumière incolore et l'air pur. Elle s'identifie en son essence à cette Infinitude miséricordieuse qui, antérieure aux formes [révélées], déborde sur toutes, englobe toutes et réintègre toutes. »

## Les Amérindiens
Déjà présente dans son enfance, l'admiration de Schuon pour le monde amérindien s'est maintenue tout au long de sa vie. Il séjourne avec son épouse dans l'Ouest américain pendant les étés 1959 et 1963, où il tisse des liens avec plusieurs chefs tribaux ; le couple est adopté dans une tribu Sioux Lakota en 1959 et dans une tribu Crow en 1987.
Après son émigration aux États-Unis (1980), Schuon reçoit chaque année la visite de Thomas Yellowtail, homme médecine crow et chef de la Danse du soleil. Au cours de ses premiers séjours à Bloomington, Yellowtail enseigne au couple Schuon et à quelques disciples des danses et des chants de sa tribu, ce qui mènera la communauté locale à organiser de temps à autre des Indian Days.
La participation à des danses amérindiennes a suscité quelques controverses parmi les Maryamis. Schuon a expliqué qu’il ne s’agit que de pow-wows, sans aucun rite donc sans interférence avec la voie soufie, que ces réunions étaient facultatives et qu’elles « se situent en dehors des pratiques de la Tariqah — elles relèvent, en somme, de notre vie privée.[...] Notre perspective étant essentialiste, donc universaliste et primordialiste, il est tout à fait plausible que nous ayons des rapports de fraternité avec le monde des Indiens d'Amérique, qui intègre la nature vierge dans la religion ; en outre, il peut nous donner, à nous qui vivons dans un univers malsain fait d'artificialité, de laideur et de petitesse, un souffle rafraîchissant de primordialité et de grandeur ».
En 1991, un ancien disciple accuse Schuon d'atteinte aux mœurs au cours d'un Indian Day. Une enquête est ouverte et après les interrogatoires le procureur en chef conclut qu'« il n'y a pas l'ombre d'une preuve » et prononce un non-lieu. Il présente ses excuses à Schuon et la presse locale titre son article « L'affaire Schuon, une parodie ».

## Succession
En 1992, à l'âge de 85 ans, Schuon renonce à sa fonction de cheikh, ne nomme pas de successeur et informe que le muqaddam de chaque zaouïa devient indépendant, donc khalīfa (calife), instaurant ainsi des zaouïas autonomes. Schuon lui-même continue à diriger la communauté de Bloomington jusqu'à la fin de sa vie et à conseiller les disciples des autres zaouïas qui lui rendent visite ou lui écrivent.